# Neotatea
Neotatea là một chi thực vật có hoa trong họ Calophyllaceae.

## Loài
Chi Neotatea gồm các loài: